# Jasmila Žbanić
Jasmila Žbanić (Sarajevo, 19 dicembre 1974) è una regista, sceneggiatrice e produttrice cinematografica bosniaca.
Nel 2006 ha vinto l'Orso d'oro al Festival di Berlino per il suo film d'esordio, Il segreto di Esma. Nel 2021 il suo Quo vadis, Aida? è stato candidato all'Oscar al miglior film internazionale.

## Biografia
Nata e cresciuta a Sarajevo, riceve un'educazione laica dai genitori bosgnacchi. Si laurea presso l'Accademia di arti sceniche di Sarajevo e successivamente lavora per un periodo negli Stati Uniti come burattinaia nel Bread and Puppet Theatre e come clown in un seminario di Lee Delong. Tornata in Bosnia, nel 1997 fonda il collettivo artistico Deblokada, attraverso cui realizza documentari, opere audiovisive e cortometraggi presentati a mostre di tutto il mondo come la 3ª Manifesta a Lubiana nel 2000, la kunsthalle del museo Fridericianum di Kassel nel 2004 e la Biennale di Istanbul nel 2003.
Nel 2006 esordisce alla regia di un lungometraggio cinematografico con Il segreto di Esma, con cui vince l'Orso d'oro al Festival di Berlino 2006, e che viene anche candidato come miglior film agli European Film Awards. Anche il suo secondo film, Il sentiero (2010), che esplora la relazione di una giovane coppia di Sarajevo, concorrerà a Berlino. Nel 2013, presenta al Toronto Film Festival Za one koji ne mogu da govore e l'anno seguente concorre a quello di Locarno con la commedia Love Island.
Torna al successo del suo primo film nel 2020 con Quo vadis, Aida?, sul genocidio di Srebrenica, con cui concorre per il Leone d'oro alla 77ª Mostra internazionale d'arte cinematografica di Venezia e riceve una candidatura all'Oscar al miglior film internazionale ai premi Oscar 2021, oltre che vincere l'European Film Award per il miglior film e la miglior regìa.

## Tematiche e interessi
Žbanić ha riconosciuto che i suoi film riguardano principalmente le persone e la storia della Bosnia-Erzegovina, ma che usa il cinema anche per esplorare i problemi e le questioni relative alla propria vita. I personaggi dei suoi film spesso non sono necessariamente bianchi o neri, per meglio riflettere la complessità delle persone comuni, che «non saranno santi o eroi, ma possono essere deboli ed allo stesso tempo coraggiosi e tolleranti». Nel 2017, è stata tra gli intellettuali firmatari della Dichiarazione sul Linguaggio Comune di croati, serbi, bosniaci e montenegrini.

## Filmografia
- Noć je, mi svijetlimo - cortometraggio (1998)
- Crvene gumene čizme - cortometraggio (2000)
- Images from the Corner - cortometraggio documentario (2003)
- Birthday, episodio di Lost and Found (2005)
- Il segreto di Esma (Grbavica) (2006)
- Participation, episodio di Stories on Human Rights (2008)
- Il sentiero (Na putu) (2010)
- Za one koji ne mogu da govore (2013)
- Love Island (2014)
- Jedan dan u Sarajevu - cortometraggio documentario (2014)
- Quo vadis, Aida? (2020)
- The Last of Us – serie TV, episodio 1x06 (2023)

## Riconoscimenti
- Premi BAFTA
  - 2021 – Candidatura alla miglior regista per Quo vadis, Aida?
  - 2021 – Candidatura al miglior film non in lingua inglese per Quo vadis, Aida?
- Festival di Venezia
  - 2020 – In concorso per il Leone d'oro per Quo vadis, Aida?
- Festival di Berlino
  - 2006 – Orso d'oro per Il segreto di Esma
  - 2006 – Premio della giuria ecumenica per Il segreto di Esma
  - 2006 – Peace Film Award per Il segreto di Esma
  - 2010 – In concorso per l'Orso d'oro per Il sentiero
- Sundance Film Festival
  - 2006 – In concorso per il Premio della giuria: World Cinema Dramatic per Il segreto di Esma
- European Film Award
  - 2021 – Miglior film per Quo vadis, Aida?
  - 2021 – Miglior regista per Quo vadis, Aida?
  - 2021 – Candidatura alla miglior sceneggiatura per Quo vadis, Aida?
- Independent Spirit Awards
  - 2021 – Miglior film straniero per Quo vadis, Aida?
- Torino Film Festival
  - 1998 – Candidatura al miglior cortometraggio per Noć je, mi svijetlimo
  - 2000 – Candidatura al miglior cortometraggio per Crvene gumene čizme
- Sarajevo Film Festival
  - 1999 – Premio speciale per Noć je, mi svijetlimo

Ha inoltre ricevuto la targa del Cantone di Sarajevo e le chiavi della città.